# Bukoba (Schiff)
Die Bukoba war eine Fähre im Liniendienst auf dem Victoriasee in Ostafrika, die am 21. Mai 1996 auf der Fahrt von Bukoba nach Mwanza kenterte und später sank, wobei zwischen 500 und 1000 Menschen ums Leben kamen. Es handelte sich dabei um das bis zu diesem Zeitpunkt größte Schiffsunglück in Ostafrika und eines der größten Unglücke auf Süßwasserseen.

## Bau, Einsatz und Schiffsdaten
Das Schiff wurde unter der Baunummer 116 auf der Werft Fulton Marine in Ruisbroek, Belgien, für die Tanzania Railways Corporation (TRC) gebaut. Es wurde zerlegt von Belgien nach Tansania verschifft und in Mwanza in Tansania bis Juli 1979 wieder zusammengebaut.
Die nach der Stadt in Tansania benannte Bukoba verkehrte im Liniendienst zwischen den tansanischen Häfen Mwanza und Bukoba, dazu im grenzüberschreitenden Verkehr mit Port Bell bei Kampala/Uganda und Kisumu/Kenia. Zwischen diesen Endpunkten wurden zusätzlich einige andere Häfen als Zwischenstationen angefahren. Das Schiff war seinerzeit von den britischen Kolonialbehörden für 433 Passagiere in drei Klassen zugelassen worden.

## Vor der Katastrophe

### Die Ausgangslage
Im Nordwesten Tansanias existierten im Jahr 1996 keine asphaltierten Straßen, sodass für die Busfahrt von Bukoba nach Mwanza über zwölf Stunden (oft wesentlich mehr) auf schlechter Straße in kaum gewarteten Bussen veranschlagt werden mussten. Daher benutzte der größte Teil der Reisenden für diese Strecke die Fähre, die zwar genauso lange unterwegs war, dabei aber deutlich sicherer und komfortabler zu sein schien.
Da es in Tansania keine gültigen gesetzlichen Sicherheitsbestimmungen gab, waren seit Jahren keine amtlichen Inspektionen des Schiffes mehr durchgeführt worden. Einen offiziellen Wartungsplan gab es nicht. Es gab nicht einmal eine zuständige Behörde für die Binnenschifffahrt, die dies hätte überprüfen können. Das Schiff führte nur eine kleine Zahl von Schwimmwesten mit sich (zwischen 100 und 200), die auch unter normalen Umständen nicht für die zulässige Zahl an Passagieren ausgereicht hätte. Die Rettungsboote und Rettungsinseln waren seit Jahren nicht gewartet worden, eine Rettungsübung mit der Mannschaft des Schiffes hatte ebenfalls jahrelang nicht mehr stattgefunden. Die Rettungsboote hätten auch nicht allen Passagieren Platz geboten.
Es gab nach tansanischem Recht auch keine Versicherungspflicht für Schiffe, sodass die TRC weder eine Versicherung für das Schiff selbst noch eine Haftpflichtversicherung für die Passagiere oder Fracht abgeschlossen hatte.
Am 30. April 1996 wurde die Bukoba aufgrund verschiedener technischer Probleme vorübergehend stillgelegt, dies wurde von der TRC ohne Angabe von Details in einer Pressemitteilung am gleichen Tag bekanntgegeben.
Ein wesentliches Problem schien die Stabilität des Schiffes zu sein. Viele Reisende berichteten immer wieder, dass das Schiff regelmäßig mit erheblicher Schlagseite verkehrte, zumindest in den Jahren ab 1994.
Belgische Techniker führten Anfang Mai verschiedene Tests mit den Ballasttanks durch, in denen sich üblicherweise 100 Tonnen Wasser im Kiel des Schiffes befinden, wobei diese vollständig geleert wurden. Unklar ist, ob die Ballasttanks danach wieder korrekt gefüllt wurden.
Die Victoria, die die Fahrt eigentlich durchführen sollte, fiel kurzfristig wegen Reparaturbedarfs aus, sodass die Bukoba doch wieder eingesetzt wurde.

### Die letzte Fahrt
Das Schiff verließ Bukoba um 22 Uhr Ortszeit am 20. Mai 1996 mit etwa 300 Passagieren an Bord. Ungefähr noch einmal genauso viele Passagiere wurden in Bukoba abgewiesen, obwohl sie gültige Fahrscheine hatten. Da die Kapazität der eigentlich vorgesehenen Victoria deutlich höher war als die der Bukoba, waren entsprechend mehr Fahrscheine verkauft worden. Der größte Teil der Abgewiesenen fuhr daraufhin mit LKWs, Bussen oder Taxis nach Kemondo Bay, einer Anlegestelle nur 20 km südlich von Bukoba. Als das Schiff dort anlegte, strömten Hunderte offenbar ungehindert an Bord.
Die Passagierliste der ersten und zweiten Klasse enthielt die Namen von 443 Passagieren, für die dritte Klasse wurde keine Passagierliste geführt. Anhand der Frachtpapiere wurden 8,5 Tonnen Fracht (zumeist Bananen) geladen.

## Die Katastrophe am 21. Mai 1996

### Kenterung
Nach den Aussagen der Überlebenden hatte das Schiff bereits beim Verlassen von Kemondo Bay eine erhebliche Schlagseite nach Steuerbord. Etwa 30 Kilometer vor Mwanza nahm die Schlagseite erheblich zu, sodass die Mannschaft die Passagiere aufforderte, sich rasch auf die Backbordseite des Schiffes zu begeben. Wenige Minuten später kenterte das Schiff dann nach Backbord und trieb kieloben. Dabei wurde der größte Teil der Passagiere und der Besatzung im Schiff eingeschlossen.

### Rettung und Bergung
Etwa eine Stunde nach dem Unglück trafen die ersten Schiffe zur Rettung der Schiffbrüchigen ein. Etwa 100 Personen konnten lebend aus dem Wasser gerettet werden. Verschiedene Gruppen von überlebenden Eingeschlossenen im kieloben treibenden Schiffsrumpf gaben Klopfzeichen, um auf sich aufmerksam zu machen. Eine Gruppe von Arbeitern der TRC schnitt zunächst ein Loch in den Rumpf, aus dem zwei Personen gerettet werden konnten. Nachdem gegen 15:00 Uhr ein zweites Loch geschnitten worden war, sank das Schiff sehr schnell in 25 Meter Tiefe, ohne dass weitere Eingeschlossene gerettet werden konnten.
Nach widersprüchlichen Berichten wurden zwischen 100 und 120 Personen gerettet, ein erheblicher Teil der Geretteten trug teils schwere Verletzungen davon.
Erst zwei Tage später trafen Taucher aus Südafrika und Kenia ein. Diese konnten nur noch helfen, die Leichen zu bergen. Es stellte sich dabei heraus, dass die tansanische Marine nur elf Tauchausrüstungen und keinen transportablen Kompressor (zum Auffüllen der Druckluftflaschen) hatte.
Im offiziellen Abschlussbericht wurde festgestellt, dass sich 663 Personen an Bord befunden hätten, von denen 563 ums Leben gekommen seien. Gleichzeitig wurde in einem anderen offiziellen Bericht von 112 geretteten Personen berichtet. Da sich aber üblicherweise in der 3. Klasse etwa so viele Reisende befanden wie in der 1. und 2. Klasse zusammen, muss von etwa 900 Passagieren und etwa 40 Besatzungsmitgliedern ausgegangen werden. Ein Bericht des Roten Kreuzes ging demnach von etwa 800 Opfern aus.

### Trauerfeierlichkeiten
An der offiziellen Trauerfeier im Stadion von Mwanza nahmen der damalige Präsident Tansanias Ali Hassan Mwinyi, der damalige Präsident Sansibars Salmin Amour und zahlreiche Regierungsmitglieder teil. Etwa 180 Leichen konnten insgesamt geborgen werden, davon wurden nur 25 identifiziert, die anderen – weil nicht mehr identifizierbar – in Massengräbern beigesetzt.

## Folgen

### Untersuchungen und Verhandlungen
Bereits wenige Tage nach dem Unglück wurde gegen den Kapitän Jumanne Rume, und den Leiter der Schifffahrtsabteilung der TRC, Clephas Magoge sowie sieben weitere leitende Angestellte der TRC Anklage erhoben, die aber vier Wochen später wieder fallen gelassen wurden.
Der offizielle Untersuchungsbericht der tansanischen Regierung ist nur in Auszügen veröffentlicht und kommt zu keiner klaren Stellungnahme hinsichtlich der Verantwortlichkeit.

### Sicherheitsmaßnahmen
Im Jahr 1999 wurden die übrigen 15 Schiffe der TRC versichert. 2006 hat die Ostafrikanische Gemeinschaft grundsätzlich die Einrichtung eines SAR-Zentrums beschlossen. Die IMO unterstützt ein Sicherheits-Trainingsprogramm für Seeleute auf dem Viktoriasee.

## Trivia
Bei dem Unglück kam der zufällig mitreisende, durch internationalen Haftbefehl gesuchte al-Qaida-Mitbegründer und stellvertretende Kommandeur Abu Ubaida al-Banschiri ums Leben, sodass hinterher verschiedene Verschwörungstheorien entstanden.
In den Medien wurde das Schiff als „Afrikanische Titanic“ bezeichnet.
Da zahlreiche Leichen nicht mehr hatten geborgen werden können, bildete sich die Legende, die Fische hätten diese gefressen. Dies führte dazu, dass die Einwohner in der gesamten Region über Monate keine Fische mehr kauften und somit den Fischern und Händlern erhebliche Verluste entstanden.